# 行幸湖

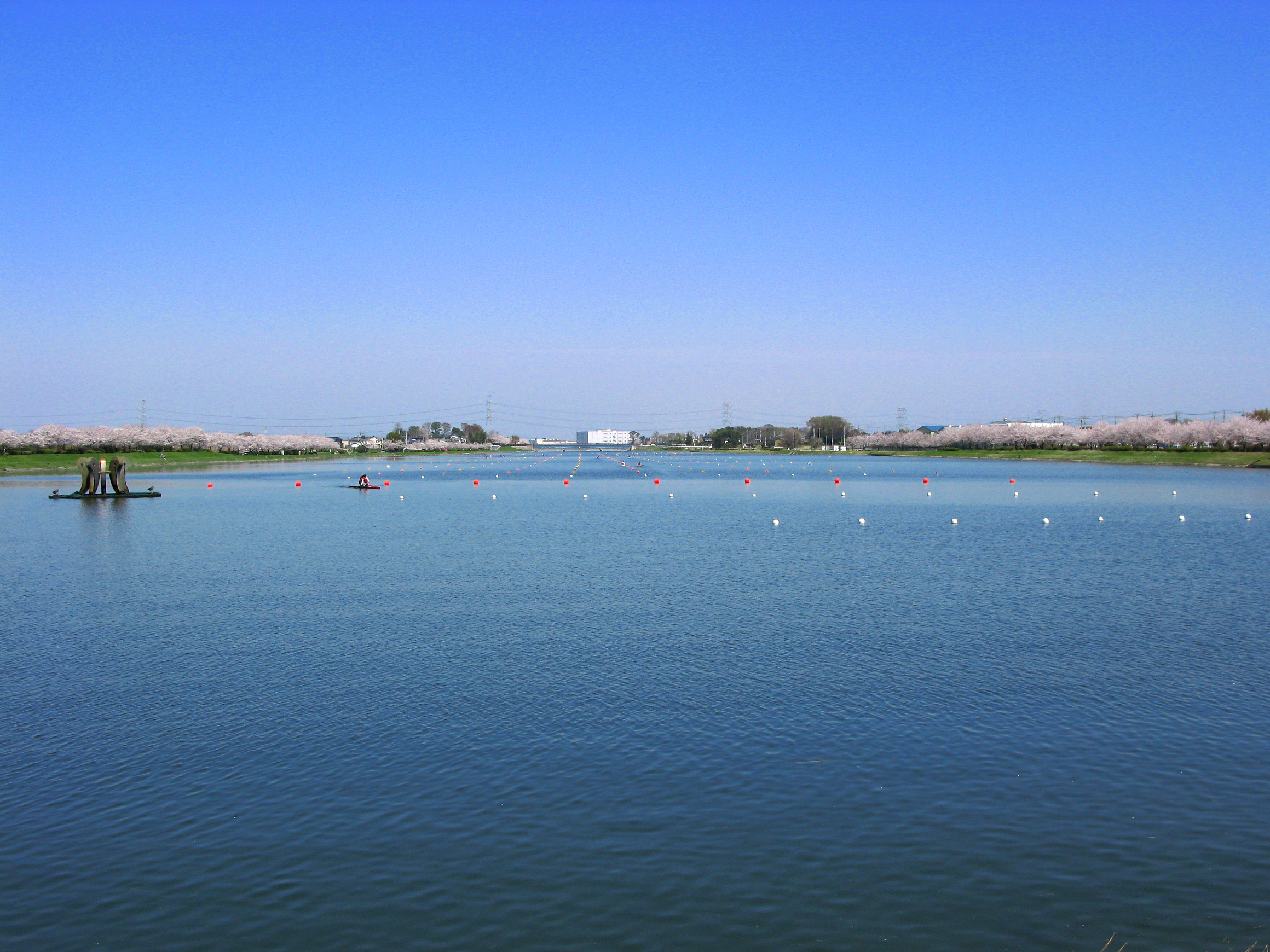
春の行幸湖（2008年4月4日撮影）

行幸湖（みゆきこ）は、埼玉県幸手市、久喜市と茨城県猿島郡五霞町の境界にある調節池である。

## 概要

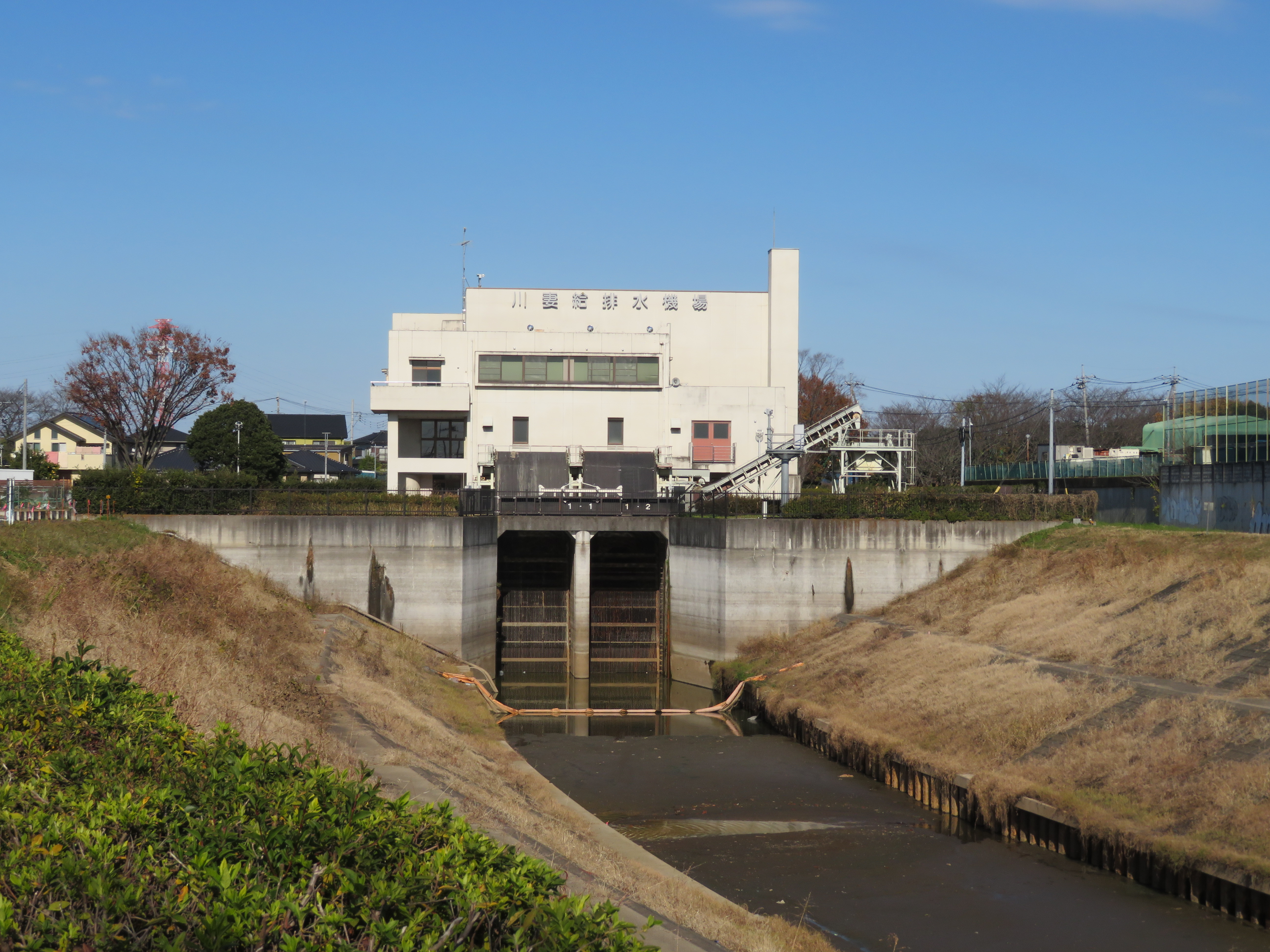
川妻給排水機場

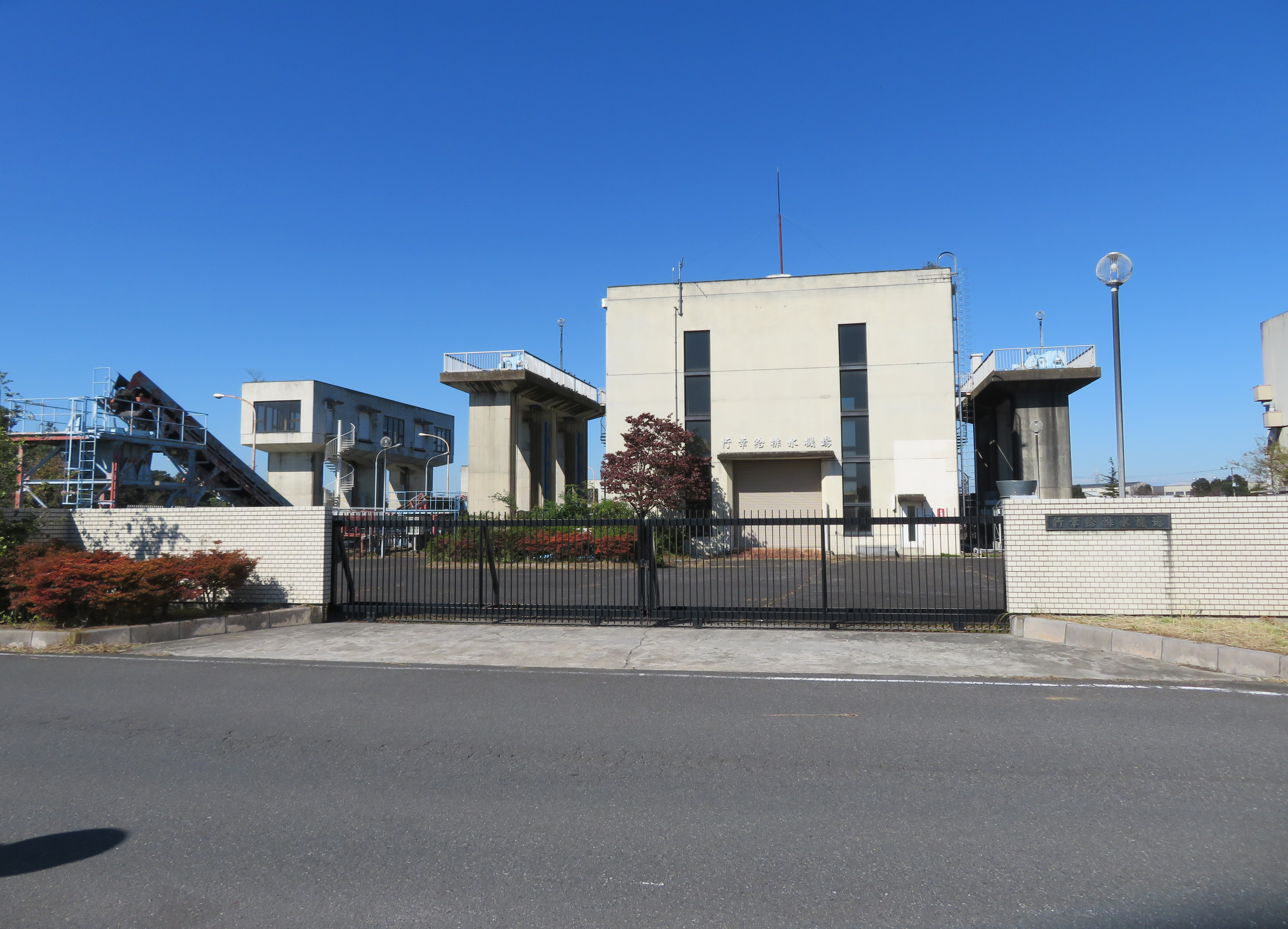
行幸給排水機場

正式名称は権現堂調節池（ごんげんどうちょうせつち）。調節池であると同時に、利根川水系一級河川権現堂川（ごんげんどうかわ）でもある。
延長5.18km、面積0.57km2、有効貯水量は370万m3。利根川と接続する北端には川妻給排水機場が、中川と接続する南端には行幸給排水機場（みゆき水門）がある。
埼玉県が管理する多目的調節池で、中川の洪水抑制と工業用および水道水の取水に利用されている。また茨城県五霞町の冬木特定土地区画整理事業区域内の雨水も一時貯留し、中川に一度に雨水が流入するのを防止している。
埼玉県久喜市、幸手市（西側）と茨城県猿島郡五霞町（東側）との県境・市町界を成している。

## 歴史
- 1928年（昭和3年） 権現堂川が廃川となる。
- 1971年（昭和46年） 権現堂川が一級河川に指定され、埼玉県が管理することが決まる。
- 1972年（昭和47年） 中川総合開発事業として実施計画調査を開始。再整備が始まる。
- 1977年（昭和52年） 建設事業が始まる。
- 1982年（昭和57年） 工事が着手される。
- 1992年（平成4年）3月 調節池としての工事が完成する。
- 2004年（平成16年） 彩の国まごころ国体のカヌー競技会場となる。
- 2007年（平成19年） 埼玉県営権現堂公園としての整備が完成する。
- 2008年（平成20年） 彩夏到来08埼玉総体のカヌー競技会場となる。

## 施設等
- 権現堂大噴水（スカイウォーター120）

埼玉県設置120周年記念事業の一つ。噴上高は120ft(36.6m)に及ぶ。県章の勾玉と県鳥のシラコバトをモチーフにデザインされた噴水モニュメントである。夜間は水中ライトでライトアップされる。
- カヌーの特設競技場

ブイで作られたコースやカヌー艇庫があり、クラブチームや高校などによる練習や競技会が行われている。
- 権現堂堤

南端の中川対岸に位置する、桜・菜の花・アジサイなど、四季折々の花の名所。

## 治水効果
令和元年東日本台風では予備放流（給排水機場を稼働し排水）を実施し、中川の水を入れる越流堰からの自然調節で洪水調節容量使用率が6割以上となり、中川の氾濫抑制に貢献した。

## 橋梁
- 霞橋（埼玉県道・茨城県道268号西関宿栗橋線）
- 東北新幹線橋梁
- 大平橋
- 舟渡橋
- 行幸水門橋